# Haraam
Haraam (em árabe: حرام; romaniz.: ḥarām; "proibido"), também escrito haram, é um termo usado no islão para se referir a qualquer coisa que é proibida pela fé. Seu antônimo é halal.
O termo religioso pode ser aplicado para determinados comportamentos, como o adultério ou o abuso e a linguagem profana. Também é usado para certos objetos, sacrilégio, determinados alimentos ou ingredientes alimentares, como o álcool ou quaisquer derivados de origem suína, e também aos alimentos, objetos e pessoas que normalmente seriam halaal mas que foram manchadas de alguma forma ou de outra, por exemplo carne abatidos em uma maneira não-autorizada ou pessoas com determinadas preferências sexuais.
Haraam também se aplica à riqueza obtida através do pecado. Exemplos incluem dinheiro ganho através da trapaça, roubo, corrupção, assassinato ou qualquer outro meio que envolve danos a outro ser humano. É proibido no islã para um verdadeiro muçulmano lucrar com tais ações haraam. Qualquer crente que se beneficie ou viva da riqueza obtida através Haraam é um pecador.
A palavra também aparece em amárico, a língua nacional da Etiópia. Conota a mesma ideia de proibição por motivos religiosos, no entanto, é utilizado pelos cristãos na Igreja Ortodoxa Etíope, incluindo a proibição de carne de porco (mas de leis dietéticas judaicas, não islâmica).